# Vicenzo Guerino Cecchini
Vicenzo Guerino Cecchini é um speedcuber brasileiro nascido entre 2005 e 2006, natural de Jundiaí - SP que bateu o recorde mundial de Square-1 com um single (tempo de resolução única) de 5s (cinco segundos) e uma Ao5 (média de cinco) 6,73s (seis segundos e setenta e três milésimos) durante um campeonato realizado em outubro de 2018 na Schoolmark (Centro de estudos) em São Bernardo do Campo - SP; este recorde single foi quebrado por Tijmen van der Ree no ano seguinte e o Ao5 foi quebrado por 
David Epstein em abril de 2021.
O próprio Vicenzo também já superou suas métricas de 2018, mais recentemente durante um campeonato realizado em Setembro 2023 na Etec Cubatão em Cubatão - SP, Vicenzo atingiu uma marca de 4.49s (quatro segundos e quarenta e nove milésimos) no single e 5,46s (cinco segundos e quarenta e seis milésimos) no Ao5, quebrando o NR (recorde nacional) brasileiro e o CR (recorde continental) sul-americano de Square-1 , este ainda é o atual SAR (South American Record) deste quebra-cabeça.

Vicenzo é o atual detentor do NR (recorde nacional) brasileiro do cubo mágico 4x4x4 com um single (tempo de resolução única) de 22.29s (vinte e dois segundos e vinte e nove milésimos) e também possuí bons tempos de resolução em diversos outros Eventos WCA.
Vicenzo possui um canal no YouTube e seu ID da World Cube Association é 2015CECC01.
1. ↑  https://g1.globo.com/sp/sorocaba-jundiai/noticia/2018/11/25/garoto-de-13-anos-monta-cubo-magico-em-cinco-segundos-video.ghtml
2. ↑  https://www.worldcubeassociation.org/competitions/SchoolmarkOpen2018
3. ↑  https://www.worldcubeassociation.org/competitions/MentalBreakdownCapelle2019
4. ↑  https://www.worldcubeassociation.org/competitions/SolvinginSale2021
5. ↑  https://www.worldcubeassociation.org/persons/2015CECC01
6. ↑  https://www.worldcubeassociation.org/results/rankings/444/single?region=Brazil&years=all+years